# Microlophus
Microlophus és un gènere de sauròpsids (rèptils) escatosos de la família Tropiduridae.

## Taxonomia
- Microlophus albemarlensis
- Microlophus atacamensis
- Microlophus bivittatus
- Microlophus delanonis
- Microlophus duncanensis
- Microlophus grayii
- Microlophus habelii
- Microlophus heterolepis
- Microlophus indefatigabilis
- Microlophus jacobi
- Microlophus koepckeorum
- Microlophus occipitalis
- Microlophus pacificus
- Microlophus peruvianus
- Microlophus quadrivittatus
- Microlophus stolzmanni
- Microlophus tarapacensis
- Microlophus theresiae
- Microlophus theresioides
- Microlophus thoracicus
- Microlophus tigris
- Microlophus yanezi